# Hipobromit
A hipobromit szervetlen anion, melynek képlete BrO−. Benne a bróm oxidációs száma +1. Analóg a hipoklorittal. A hipoklorithoz hasonlóan használják csíraölőként és parazitaellenes szerként, és az immunsejtekben is megtalálható. A hipobromitok a hipobrómossav sói.

## Előállítása
Bróm és vízben oldott hidroxid (például nátrium- vagy kálium-hidroxid) reakciójával:
Br2 + 2OH− → Br− + BrO− + H2O
A fenti reakcióban a bróm diszproporcionálódik.
A másodlagos reakcióban a hipobromit spontán diszproporcionálódik bromiddá (oxidációs száma −1) és bromáttá (oxidációs száma +5), a reakció gyorsan játszódik le 20 °C-on, és lassan 0 °C-on:
3BrO− → 2Br− + BrO−3
A reakció analóg a hipoklorit klorid és kloráttá bomlásához.
A hipobromit sókat ki lehet kristályosítani:
{\displaystyle \mathrm {Br_{2}\ +\ 2\ NaOH\longrightarrow \ NaOBr\ +\ NaBr\ +\ H_{2}O} }

## Előfordulása
Jelen van a vérben az eozinofil sejtekben, parazitaellenes szerként, többsejtű paraziták ellen.
Egyszerű bromid sókban (például nátrium-bromid) használják gyógyfürdőkben fertőtlenítő szerként, amikből oxidálószer például hidrogén-peroxid hatására hipobromit keletkezik. Használják a laboratóriumokban reagensként a Hofmann-lebontásnál, amikben karboxamidokból primer aminok keletkeznek.

## Fordítás
- Ez a szócikk részben vagy egészben  a   Hypobromite című német Wikipédia-szócikk fordításán alapul.  Az eredeti cikk szerkesztőit annak laptörténete sorolja fel. Ez a jelzés csupán a megfogalmazás eredetét és a szerzői jogokat jelzi, nem szolgál a cikkben szereplő információk forrásmegjelöléseként.
- Ez a szócikk részben vagy egészben  a   Hypobromite című angol Wikipédia-szócikk ezen változatának fordításán alapul.  Az eredeti cikk szerkesztőit annak laptörténete sorolja fel. Ez a jelzés csupán a megfogalmazás eredetét és a szerzői jogokat jelzi, nem szolgál a cikkben szereplő információk forrásmegjelöléseként.